# Ma. del Carmen Cabrera Lagunas
Ma. del Carmen Cabrera Lagunas (Petatlán, Guerrero, 30 de diciembre de 1971) es una política mexicana, anterior miembro del Partido de la Revolución Democrática (PRD) y actualmente del partido Movimiento Regeneración Nacional (Morena). Ha sido en dos ocasiones diputada federal.

## Biografía
Es licenciada en Administración egresada del Instituto Tecnológico de Costa Grande, tiene estudios de diplomado en Administración Pública; y en Transparencia y Rendición de Cuentas, y de seminarios en Comunicación Política, y en Estrategia Política y Defensa Electoral. De 2000 a 2002 fue coordinadora de Inducción de Recursos Humanos en el hotel Krystal Ixtapa.
En su juventud fue integrante de Jóvenes del Partido Mexicano Socialista (PMS) y posteriormente integrante de la Coordinadora de Jóvenes del PRD en la Costa Grande de Guerrero. En el PRD fue también integrante de comité municipal y del comité estatal, consejera estatal y nacional, y coordinadora de Nueva Izquierda en Técpan, Guerrero.
De 2002 a 2005 fue coordinadora de Planeación y Presupuesto del ayuntamiento de Zihuatanejo que presidió Amador Campos Aburto, de 2005 a 2011 fue secretaria en el comité estatal del PRD, y de 2012 a 2014 fue coordinadora operativa del Comité de Planeación para el Desarrollo de Guerrero (COPLADEG) en la administración del gobernador Ángel Aguirre Rivero.
En las elecciones estatales de 2015 es candidata del PRD a diputada por el Distrito 11 local, logrando el triunfo, para la LXI Legislatura de 2015 a 2018. En ella fue secretaria de la comisión de Desarrollo Urbano y Obras Públicas; así como vocal de las comisiones de Desarrollo Social; de Desarrollo Económico y Trabajo; de Examen Previo; y, de Derechos de los Niños, Niñas y Adolescentes. Antes de concluir la legislatura, se separa del cargo mediante licencia.
En 2018 renunció a su militancia en el PRD y se unió a Morena, siendo postulada como candidata a diputada federal por el Distrito 3 de Guerrero por la coalición Juntos Haremos Historia, logrando al triunfo al recibido el 49.37% de los votos, superando a su mas cercana competidora, Ma. de los Ángeles Salomón Galeana de la coalición Todos por México que recibió el 25.07% de los votos. En la LXIV Legislatura que concluye en 2021 se integró en el grupo parlamentario del Partido Encuentro Social (PES) y fue secretaria de la comisión de Presupuesto y Cuenta Pública; e integrante de las comisiones de Ganadería; de Pesca; y, Bicamaral de Concordia y Pacificación del Congreso de la Unión.
Dejó la diputación entre el 6 de marzo y el 11 de junio de 2021 para ser candidata de Morena a presidenta municipal de Zihuatanejo en las elecciones de dicho año, pero no logró la victoria que correspondió a su competidor del PRI-PRD Jorge Sánchez Allec. Pero el 15 de octubre del mismo año, al asumir como gobernador de Guerrero Evelyn Salgado Pineda, la nombró secretaria de Bienestar en su gabinete, renunció a la secretaría el 29 de enero de 2024, para ser candidata de Morena a diputada federal por segunda ocasión.
Postulada por la coalición Sigamos Haciendo Historia por el Distrito 3 de Guerrero, logró el triunfo en las elecciones de 2024 al recibir el 71.20% de los votos, frente al 21.41% de la candidata de la coalición Fuerza y Corazón por México, Elizabeth Maldonado Tapia.En la LXVI Legislatura es integrante del grupo parlamentario del Partido Verde Ecologista de México (PVEM), y ocupa los cargos de secretaria de la comisión de Pesca; e integrante de las comisiones de Desarrollo y Conservación Rural, Agrícola y Autosuficiencia Alimentaria; y, de Presupuesto y Cuenta Pública.